# Affinità (biochimica)
In biochimica, con il termine affinità, s'intende la capacità di un enzima di riconoscere come substrato una particolare molecola.
La velocità di una reazione catalizzata da un enzima è tanto più alta quanto più è alta l'affinità dell'enzima per quella data molecola-substrato.
Secondo la cinetica di Michaelis-Menten, infatti, la velocità della reazione è inversamente proporzionale alla costante Km caratteristica di quell'enzima. Tale costante, tuttavia, non è altro che la concentrazione di substrato alla quale la velocità della reazione è pari alla metà della massima velocità raggiungibile. 
Se dunque un enzima possiede un'elevata affinità per un dato substrato, la concentrazione di quel substrato alla quale la velocità di reazione è pari alla metà della velocità massima (vale a dire Km) è bassa; viceversa, se l'affinità è bassa, la concentrazione di substrato necessaria perché la velocità di reazione raggiunga il valore di metà della velocità massima possibile è alto.